# Crematory
I Crematory sono un gruppo musicale tedesco di genere gothic metal fondato nel 1991 a Mannheim, che avevano cominciato come band death metal, aggiungendo poi anche elementi di industrial metal.

## Storia
Sono tra le band gothic metal più longeve d'Europa, essendo attivi da oltre 30 anni (con una breve pausa tra il 2001 e il 2003) 
Si fecero conoscere a metà anni 1990 in tour coi My Dying Bride, Tiamat e Atrocity. La band passava molto su MTV Germany e partecipò a molti festival di metal estremo, incluso Wacken Open Air nel 1996, 1998, 1999, 2001 e 2008.
Dopo 10 anni con la Nuclear Blast la band nel 2006 firmò con la Massacre Records, che era stata la loro prima etichetta discografica. Nel 2013 firmarono con la sottoetichetta Steamhammer di SPV e nel 2019 con la Napalm Records.

## Stile
Lo stile del gruppo tedesco è caratterizzato dal cantato eseguito secondo gli stilemi del growling di derivazione death metal e da potenti ritmiche di chitarra a tratti thrashy, controbilanciate da un massiccio utilizzo di linee di tastiera sognanti e malinconiche, unite a un discreto uso dell'elettronica.
I testi affrontano spesso temi esistenziali, legati ad argomenti come l'amore, la sofferenza, il binomio eros-thanatos, il senso del peccato e la persistenza dei ricordi.

## Formazione

### Formazione attuale

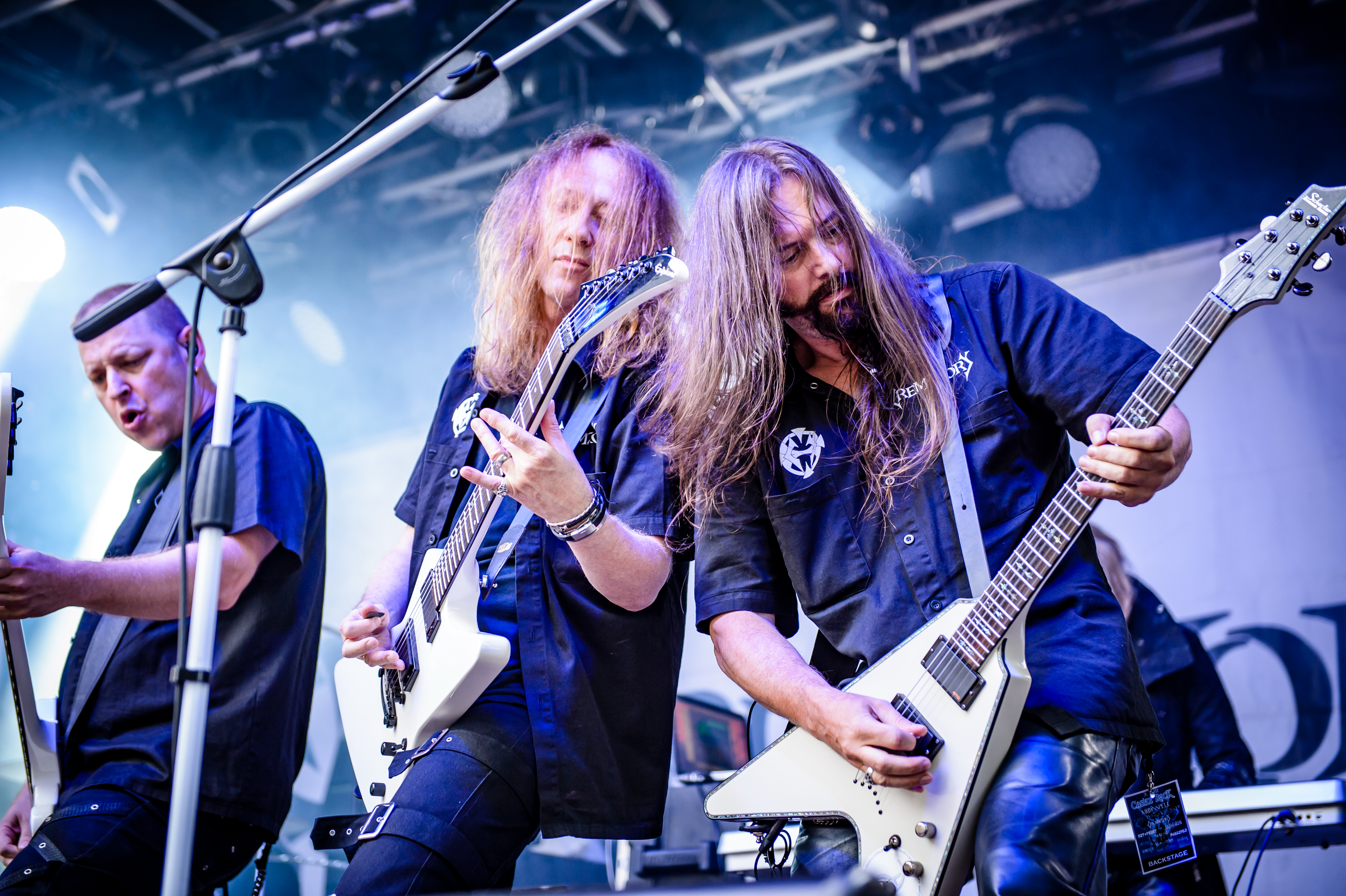
Jason Mathias, Rolf Munkes e Tosse Basler al Castle Rock 2017

- Gerhard "Felix" Stass - voce (1991–presente)
- Markus Jüllich - batteria, programmazione (1991–presente)
- Katrin Jüllich - tastiera, campionamenti (1992–presente)
- Rolf Munkes - chitarra solista (2015–presente)
- Patrick Schmid - basso (2021–presente)

### Ex componenti
- Marc Zimmer - basso, cori (1991–1992)
- Lothar "Lotte" Först - chitarra, cori (1991–1998)
- Harald Heine - basso, cori (1993–2016)
- Heinz Steinhauser - basso, voce (1993)
- Matthias Hechler - chitarra, voce pulita (1998–2015)
- Tosse Basler - chitarra ritmica, voce pulita (2015–2018)
- Jason Matthias - basso (2016–2021)
- Connie "Conner" Andreszka – chitarra, voce pulita (2018–2021)

## Discografia
Album in studio
- 1993 - Transmigration
- 1994 - Just Dreaming
- 1995 - Illusions
- 1996 - Crematory
- 1997 - Awake
- 1999 - Act Seven
- 2000 - Believe
- 2004 - Revolution
- 2006 - Klagebilder
- 2008 - Pray
- 2010 - Infinity
- 2014 - Antiserum
- 2016 - Monument
- 2018 - Oblivion
- 2020 - Unbroken
- 2022 - Inglorious Darkness
- 2025 - Destination

Live

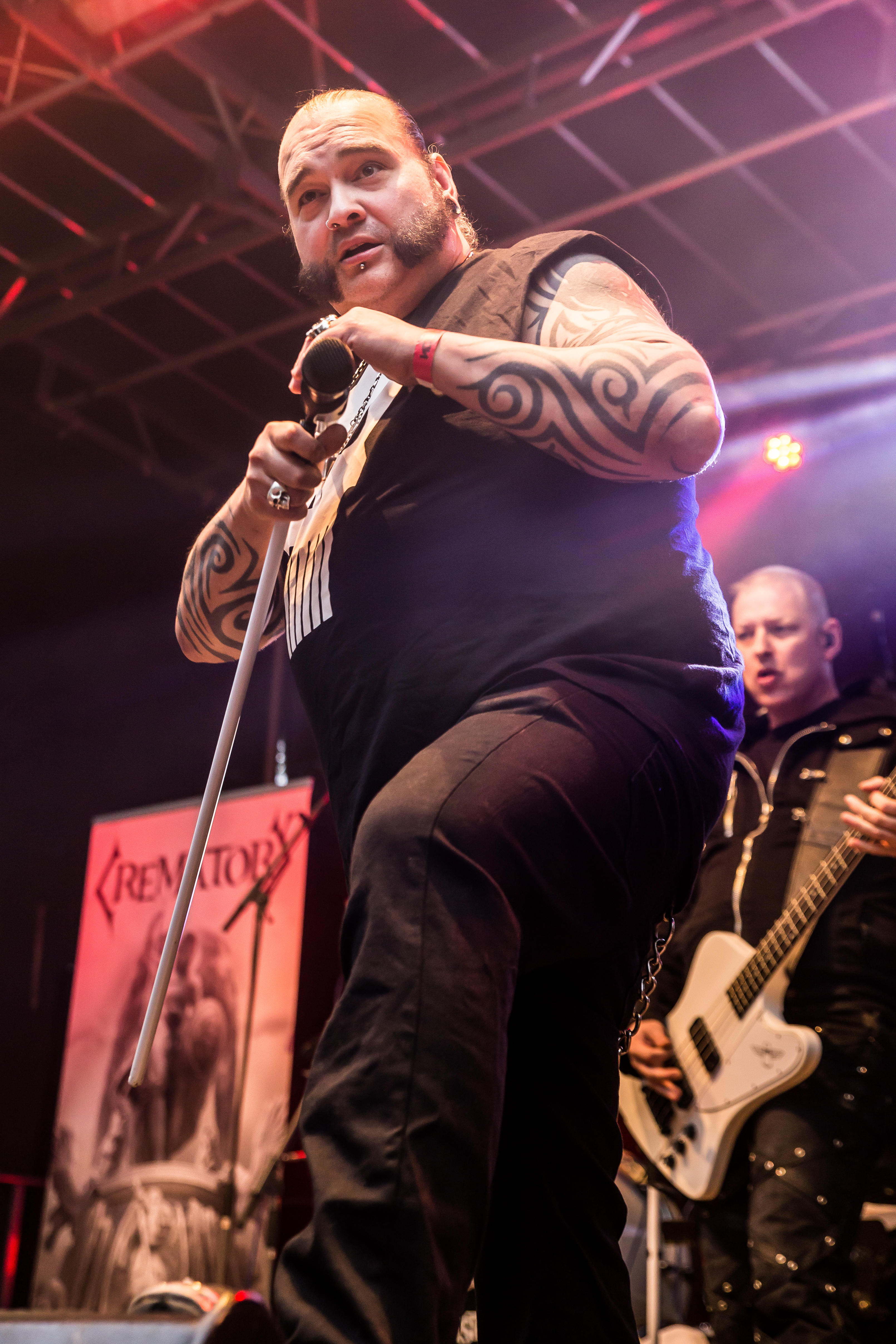
Gerhard Felix Stass al Nocturnal Culture Night 2017

- 1997 - Live... at the Out of the Dark Festivals
- 2005 - Liverevolution
- 2008 - Live in Wacken
- 2010 - Black Pearls
- 2014 - Live at W.O.A
- 2017 - Live Insurrection
- 2022 - Live At Wacken

Raccolte
- 1999 - Early Years
- 2001 - Remind
- 2010 - Black Pearls
- 2013 - Inception

Singoli
- 1996 - Ist es wahr
- 1999 - Fly
- 2004 - Greed
- 2013 - Shadowmaker
- 2020 - The Downfall

Apparizioni in compilation
- 2001 - Nuclear Blast Festivals 2000
- 2002 - A Tribute to the Four Horsemen (con la canzone One)